# Victor Schlegel

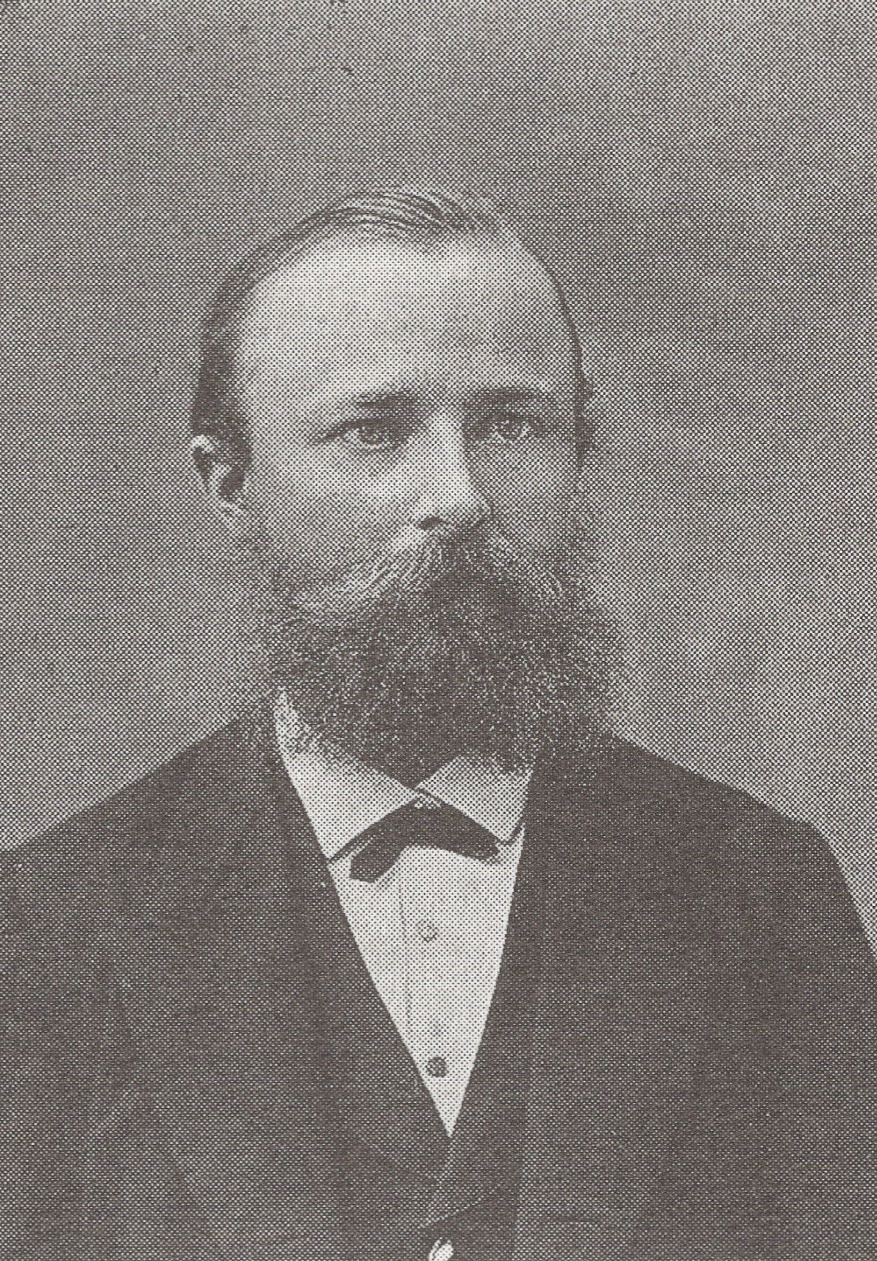
Victor Schlegel

Stanislaus Ferdinand Victor Schlegel, auch Viktor,  (* 4. März 1843 in Frankfurt an der Oder; † 22. November 1905 in Hagen) war ein deutscher Mathematiker.

## Leben
Schlegel studierte von 1860 bis 1863 an der Universität Berlin. 1866 wurde er Lehrer in Breslau, dann in Stettin (wo er Kollege von Hermann Grassmann war) und 1868 in Anklam und war ab 1869 Oberlehrer am Gymnasium in Waren an der Müritz. 1881 wurde er in Leipzig bei Felix Klein promoviert (Die Elemente der modernen Geometrie und Algebra). Ab 1886 war er Lehrer an der Gewerbeschule in Hagen und ab 1896 Professor an der höheren Maschinenschule in Hagen.
Er setzte sich für die Verbreitung des Ausdehnungskalküls von Hermann Grassmann ein, einer geometrischen Algebra und einem Vorläufer des Vektorkalküls, und schrieb eine Biografie von Grassmann. Sein Buch über Grassmanns Lehre wurde von Felix Klein dahingehend kritisiert, dass er diese nicht in die damaligen geometrischen Hauptströmungen, vor allem die projektive Geometrie, einbettete, was Schlegel im zweiten Teil seiner Darstellung von Grassmanns Lehre nachholte.
Im Jahr 1884 wurde er zum Mitglied der Leopoldina gewählt.
1894 präsentierte er auf der Sommer-Hauptversammlung der American Mathematical Society einen Aufsatz über das geometrische Problem, den Punkt mit minimaler Summe des Abstands von mehreren vorgegebenen Punkten zu bestimmen (zuvor unter anderem von Charles-François Sturm behandelt). Beim Verlag Martin Schilling in Leipzig, die mathematische Modelle für Schulen und Universitäten veröffentlichten, gab er Drahtmodelle für vierdimensionale Polyeder heraus (das heißt für deren dreidimensionale Projektionen).
Das Schlegeldiagramm ist nach ihm benannt.

## Schriften
- System der Raumlehre. Nach den Principien der Grassmannschen Ausdehnungslehre als Einleitung in dieselbe dargestellt, 2 Bände, Teubner 1872, 1875, Band 1, Band 2
- Lehrbuch der Elementaren Mathematik, Band 1, Wolffenbüttel: Zwissler 1878, Archive
- Hermann Grassmann, sein Leben und seine Werke, Brockhaus 1878, Archive
- Theorie der homogen zusammengesetzten Raumgebilde, Nova Acta Leopoldina, Band 44, 1883, Nr. 4, S. 343–459 (Schlegeldiagramme) Archive
- Projectionsmodelle der sechs regelmässigen vier-dimensionalen Körper und des vier-dimensionalen vierseitigen Prismas, Waren 1886.  Aufgeführt im: Catalog mathematischer Modelle für den höheren mathematischen Unterricht, Verlag Martin Schilling, Leipzig, S. 31–34 Archive
- On the problem of the minimum sum of the distances of a point from given points, Bulletin of the American Mathematical Society, Band 1, 1894, S.  33–52. Online
- Ein Beitrag zur Geschichte der Mathematik in den letzten fünfzig Jahren, Zeitschrift für Mathematik und Physik, Band  4, 1896, S. 1–21, 41–59.